# 尼格爾·勞森
布萊比的勞森男爵尼格爾·托馬斯·勞森 PC（1932年3月11日—2023年4月3日）是一名英國政治人物和新聞工作者。作為保守黨成員，他於1974年至1992年期間擔任布萊比國會議員，並於1981年至1989年期間在柴契爾夫人的內閣中任職。在進入內閣之前，他於1979年5月起擔任財政部金融事務秘書，直到他晉升為能源事務秘書。1983年6月，他被任命為財政大臣，一直到1989年10月辭職。在這兩個內閣職位上，勞森都是柴契爾對幾個關鍵行業實行私有化政策的主要支持者。
勞森於1989年起擔任後座議員，直到1992年退休，並從1992年起擔任上議院議員，直到2022年12月31日再次退休。退休後他仍活躍於政壇，擔任英國保守主義的主席，這是一個爭取英國脫歐的運動，他是歐盟的一個著名批評家。他還擔任智囊團全球暖化政策基金會的主席，並且是「投票離開」的積極支持者。
勞森是六個孩子的父親，包括食品作家和名廚奈潔拉·勞森、記者多米尼克·勞森和伊斯特本學院的校長湯姆·勞森（Tom Lawson）。

## 外部連結
- 维基共享资源上的相關多媒體資源：尼格爾·勞森
- Hansard 1803–2005: Nigel Lawson在國會中的貢獻
- 英國國家肖像館中的尼格爾·勞森肖像
- www.burkespeerage.com （页面存档备份，存于）
- 互联网档案馆中尼格爾·勞森的作品或与之相关的作品

| 媒體職務                       | 媒體職務                          | 媒體職務                 |
| ------------------------------ | --------------------------------- | ------------------------ |
| 前任者： 伊安·麥克勞德         | 《旁觀者》主編 1966年－1970年     | 繼任者： 喬治·蓋爾       |
| 大不列颠及北爱尔兰联合王国国会 |                                   |                          |
| 新選區                         | 布萊比國會議員 1974年－1992年     | 繼任者： 安德魯·羅巴森   |
| 官衔                           |                                   |                          |
| 前任者： 羅伯特·謝爾頓         | 財政部金融事務秘書 1979年－1981年 | 繼任者： 尼古拉斯·雷德利 |
| 前任者： 大衛·豪威爾           | 能源事務秘書 1981年－1983年       | 繼任者： 彼得·沃克       |
| 前任者： 賀維                  | 財政大臣 1983年－1989年           | 繼任者： 約翰·梅傑       |